# 马克西
马克西（Maksi），是印度中央邦Shajapur县的一个城镇。总人口18392（2001年）。

## 人口
该地2001年总人口18392人，其中男性9654人，女性8738人；0—6岁人口3085人，其中男1613人，女1472人；识字率63.26%，其中男性为72.83%，女性为52.68%。